# دیندری
دیندری (به لاتین: Dindri) یک منطقهٔ مسکونی در اتحاد قمر است که در آنژوان واقع شده‌است.

## خصوصیات
دیندری  ۴٬۴۴۱ نفر جمعیت دارد.